# Нижняя Яблонька
Нижняя Яблонька — село в Карпатах, в Борынской поселковой общине Самборского района Львовской области Украины. Село расположено на территории регионального ландшафтного парка «Надсанского». Население составляет ↘2749 жителей. Через село проходит железная дорога Львов-Ужгород. В Нижней Яблоньке находится ж/д станция Яблонка.

## История
Село Нижняя Яблонька (Яблонька Чернецкая) было основано над притоком Стрыя р. Яблонька в 1522 году на основании привилегии краковского воеводы Петра Кмиты, выданной Гречу Валашевичу Тарнавскому. Здесь была небольшая немецкая колония. До 1565 года в селе была выстроена первая деревянная церковь, которая в 1803 году оказалась в таком аварийном состоянии, что не поддавалась никакому ремонту. На протяжении 1820—1830 гг. была возведена новая каменная церковь Преображения Господнего (памятник архитектуры), которая сохранилась до настоящего времени. Хорошо сохранился боковой алтарь «Вознесения Господнего» из старой церкви, датированный 1786 годом. В селе рядом с железнодорожной станцией в 1911 году была построена деревянная римско-католическая часовня (уничтожена в 1975 г.). Перед I-ой мировой войной через Н.Яблоньку проходила уникальная подвесная дорога для транспортировки древесины из Борыни. К настоящему моменту сохранились фрагменты несущей конструкции дороги.

## Население
- 1880—1468 жителей (в том числе 1186 греко-католиков, 1 римо-католик, и пр. — немецкие колонисты евангелисты и иудеи).[2]
- 1921—2076 жителей.
- 1970 — 3054 жителя, 662 двора.[3]
- 1989—2843 жителя (1424 муж., 1419 жен.).[4]
- 2001—2826 жителей.[5]